# Totensonntag
Der Totensonntag oder Ewigkeitssonntag ist in den evangelischen Kirchen in Deutschland und der Schweiz ein Gedenktag für die Verstorbenen. Er ist der letzte Sonntag im Kirchenjahr vor dem ersten Adventssonntag. Er kann – aufgrund der fixen Lage des vierten Adventssonntages vor dem 25. Dezember – nur auf Termine vom 20. bis zum 26. November fallen.
Seit der Entwicklung des Kirchenjahres im Mittelalter wurden mit den letzten Sonntagen des Kirchenjahres liturgische Lesungen zu den letzten Dingen verbunden. Während am drittletzten Sonntag das Thema „Tod“ im Mittelpunkt steht, hat der vorletzte Sonntag die Thematik „(Jüngstes) Gericht“ und der letzte „Ewiges Leben“.
Traditionell thematisiert der letzte Sonntag im Kirchenjahr in besonderer Weise die Erwartung des Jüngsten Tages. Dazu gehört als Sonntagsevangelium das Gleichnis von den klugen und törichten Jungfrauen (Matthäus 25 ). Es bildet die Grundlage für das Wochenlied, den Choral von Philipp Nicolai Wachet auf, ruft uns die Stimme (EG 147) und die darauf aufbauende Bachkantate gleichen Namens (BWV 140).

## Entstehung des Totensonntags
König Friedrich Wilhelm III. von Preußen bestimmte durch Kabinettsorder vom 24. April und Verordnung vom 25. November 1816 für die evangelische Kirche in den preußischen Regionen jeweils den letzten Sonntag des Kirchenjahres, den letzten Sonntag vor dem 1. Advent, zum „allgemeinen Kirchenfest zur Erinnerung an die Verstorbenen“. Folgende Gründe kommen dafür in Frage: das Gedenken an die vielen Gefallenen der Befreiungskriege von 1813 bis 1815, die Trauer um die 1810 verstorbene Königin Luise und auch das Fehlen eines Totengedenkens im evangelischen Kirchenjahr. Förderlich war sicher im Zeitalter der Romantik die Welle der Empfindsamkeit, die das Gedenken an die Verstorbenen verstärkt in Mode brachte. Die anderen evangelischen Landeskirchen übernahmen diese Bestimmung.

## Staatlicher Schutz

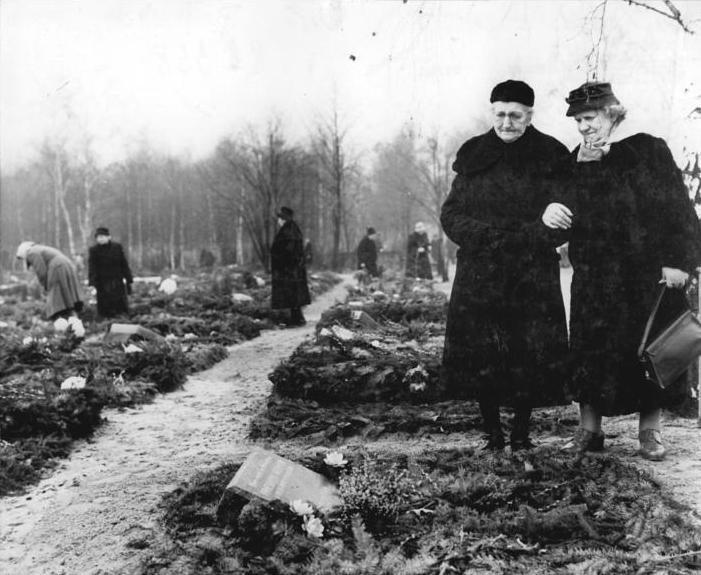
Gräberbesuch am Totensonntag auf dem Friedhof Berlin-Baumschulenweg in (Ost-)Berlin 1961

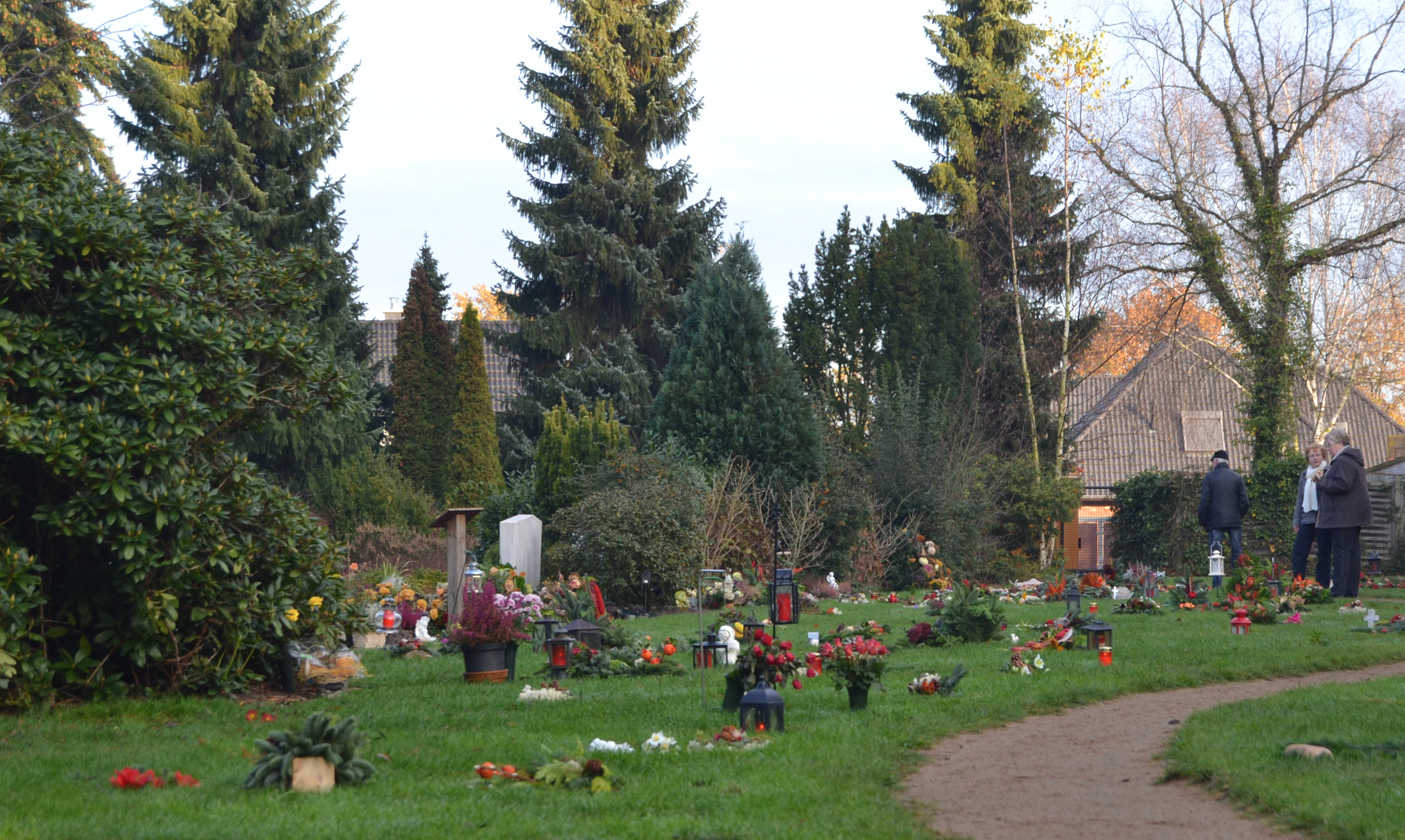
Geschmücktes Rasenurnenfeld mit Besuchern am Totensonntag auf einem Friedhof in Uetersen (2011)

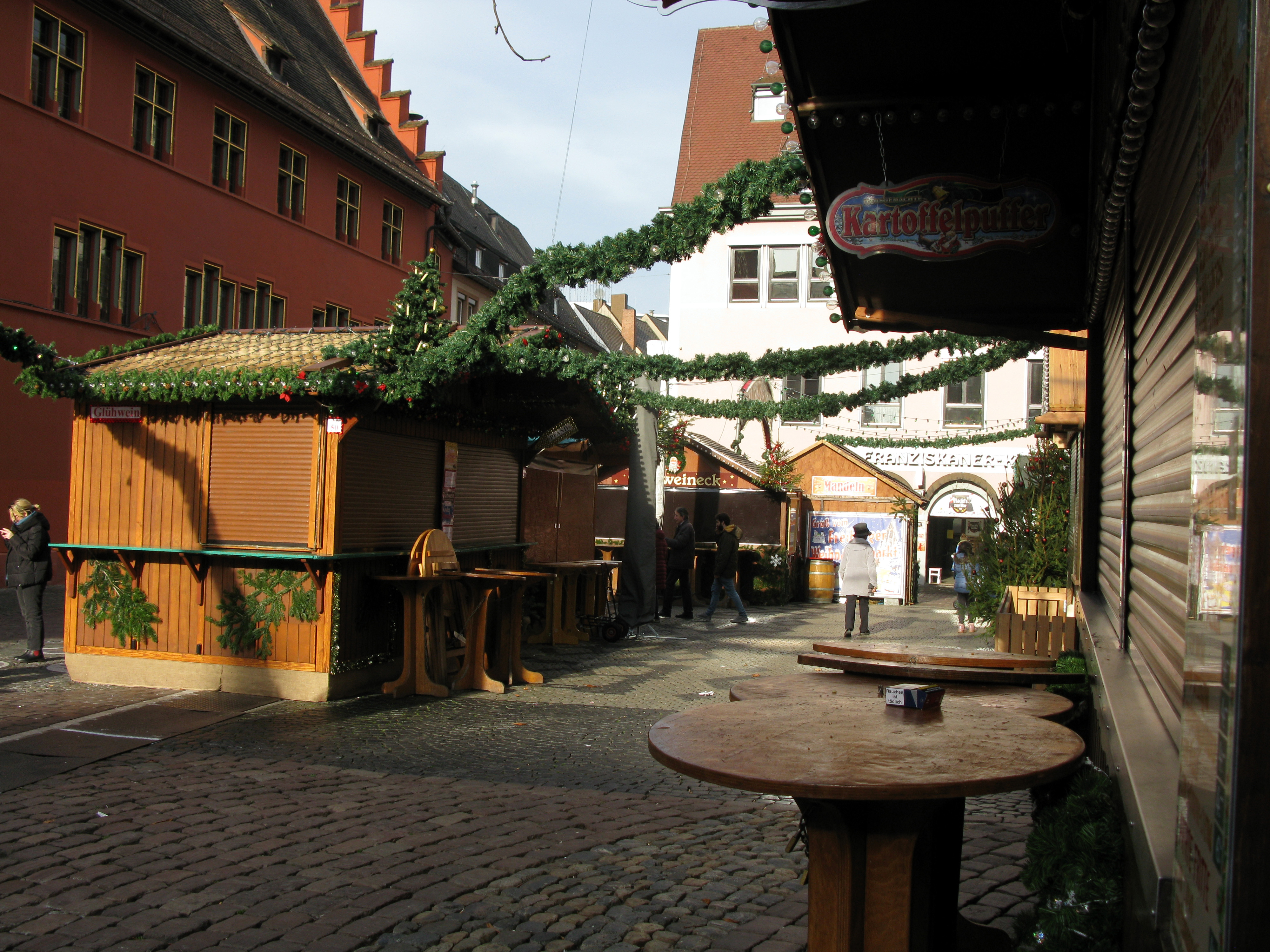
Am Ewigkeitssonntag 2019 geschlossener Freiburger Weihnachtsmarkt

Der Totensonntag ist in allen deutschen Bundesländern besonders geschützt. Die Feiertagsgesetze aller Bundesländer bestimmen den Totensonntag als Trauer- und Gedenktag oder als sogenannten stillen Tag, für den besondere Einschränkungen gelten;
dazu gehören beispielsweise Verbote von Musikaufführungen in Gaststätten, zum Teil begrenzt auf bestimmte Stunden des Totensonntags. Das Hamburger Gesetz über Sonntage, Feiertage, Gedenktage und Trauertage ermächtigt den Hamburger Senat, „durch Rechtsverordnung (…) Tage zu sonstigen Gedenk- oder Trauertagen zu erklären“, was durch die Hamburgische Feiertagsschutzverordnung vom 15. Februar 1957 erfolgt ist.
In der Schweiz ist der Ewigkeitssonntag kein staatlicher Feiertag.

## Heutige Situation
Die lutherischen und unierten Agenden der 1950er Jahre versuchten im Rahmen der jüngeren liturgischen Bewegung, den endzeitlichen Charakter des Sonntags zurückzugewinnen. Deshalb findet sich der Name Totensonntag hier überhaupt nicht, sondern es ist lediglich vom Letzten Sonntag des Kirchenjahres / Ewigkeitssonntag / Sonntag vom Jüngsten Tage die Rede. Jedoch wurde ein alternatives Proprium mit dem Namen Gedenktag der Entschlafenen zur Verfügung gestellt.
Die Reformierte Liturgie (1999) führt den Sonntag in ihrem Liturgischen Kalender unter der Bezeichnung Letzter Sonntag des Kirchenjahres – Ewigkeitssonntag / Totensonntag, die pfälzische Agende (2006) sowohl als Letzter Sonntag des Kirchenjahres (Ewigkeitssonntag) wie auch als Letzter Sonntag des Kirchenjahres (Totensonntag). Beide führen dabei die Perikopen des Ewigkeitssonntags an, wie sie auch im Evangelischen Gottesdienstbuch wiedergegeben sind.
Das Evangelische Gottesdienstbuch (2000) verzeichnete darüber hinaus jedoch noch einen Gedenktag der Entschlafenen. In ihm werden biblische Lesungen vorgeschlagen, die von denen für den Ewigkeitssonntag abweichen. Für Christen ist der Tod zwar das Ende irdischen Lebens, doch wird dies in der Perspektive der Hoffnung auf die Auferstehung der Toten gesehen, wie es an vielen Stellen in der Bibel beschrieben wird, z. B. Johannes 11,25 . „Nach dem Willen des Ev. Gottesdienstbuches soll dort, wo es üblich ist, das Gedächtnis der Entschlafenen in einem eigenen Früh-, Predigt- oder Vespergottesdienst begangen werden […], es soll aber die Texte des Ewigkeitssonntags keineswegs verdrängen.“ Es wird ausdrücklich darauf verwiesen, dass auch die Texte des Ewigkeitssonntags für das Totengedenken geeignet sind.
Nach der Ordnung gottesdienstlicher Texte und Lieder (2018) hat der Letzte Sonntag des Kirchenjahres heute zwei gleichberechtigt nebeneinander stehende Proprien: „Als Ewigkeitssonntag blickt er voraus auf die Wiederkunft Christi und das Leben im Reich Gottes. Als Totensonntag ist er dem Gedenken an die Verstorbenen und dem Trost für die Trauernden gewidmet.“
Das Totengedenken bleibt in vielen deutschen und Schweizer Landeskirchen der Entscheidung der Kirchengemeinde überlassen. Zumindest mit dem Verlesen der Namen der Verstorbenen des vergangenen Kirchenjahres – das neue beginnt mit dem folgenden Sonntag, dem ersten Adventssonntag – wird ihrer in den Gottesdiensten gedacht. In vielen Gemeinden werden die Angehörigen der Verstorbenen eigens zu Gottesdiensten auf den Friedhöfen eingeladen. Das Abendmahl, sofern es an diesem Tag gefeiert wird, hat seinen Platz im morgendlichen Hauptgottesdienst. Zu den verbreiteten Bräuchen gehört es, die Gräber mit Gestecken oder Blumen zu schmücken.
Kirchliche Kreise werben dafür, aus Rücksichtnahme auf den Totensonntag mit der Weihnachtsbeleuchtung und den Weihnachtsmärkten erst in der Woche vor dem 1. Advent zu beginnen.

## Der Sonntag in der Ökumene
In der römisch-katholischen Kirche wird dieser Sonntag seit dem Jahr 1970 als Christkönigssonntag begangen, im altkatholischen Kalender wird er „Sonntag vom wiederkommenden Herrn“ genannt. Das Fest betont die Königsherrschaft Christi in Ewigkeit und weist insofern Parallelen zum Ewigkeitssonntag auf. Auch englischsprachige lutherische Kirchen, die dem Revised Common Lectionary folgen, feiern den Christkönigssonntag. Das Totengedenken erfolgt in der katholischen Tradition an Allerseelen.